# قزل‌کند (بلخ)
قزل‌کند (به لاتین: Qezel Kand) یک منطقهٔ مسکونی در افغانستان است که در ولایت بلخ واقع شده‌است.